# ستيف غينز (موسيقي)
ستيف غينز (بالإنجليزية: Steve Gaines) هو عازف قيثارة وكاتب أغاني وموسيقي أمريكي، ولد في 14 سبتمبر 1949 في سينيكا في الولايات المتحدة، وتوفي في 20 أكتوبر 1977 في Gillsburg, Mississippi ‏ في الولايات المتحدة.

## وصلات خارجية
- ستيف غينز على موقع IMDb (الإنجليزية)
- ستيف غينز على موقع الموسوعة البريطانية (الإنجليزية)
- ستيف غينز على موقع ميوزك برينز (الإنجليزية)
- ستيف غينز على موقع أول ميوزيك (الإنجليزية)
- ستيف غينز على موقع ديسكوغز (الإنجليزية)
- ستيف غينز على موقع قاعدة بيانات الفيلم (الإنجليزية)